# Vancouver-szigeti farkas
A vancouver-szigeti farkas (Canis lupus crassodon), a szürke farkas (Canis lupus) kizárólag a Kanada délnyugati részén, a Vancouver-szigeten élő alfaja.
Közepes termetű, szürkés-fekete színű alfaj.